# Albaicín
El Albaicín o Albayzín es un barrio del este de la ciudad española de Granada, en la comunidad autónoma de Andalucía. Está situado a una altitud de 700 a 800 m sobre el nivel del mar. 

## Historia

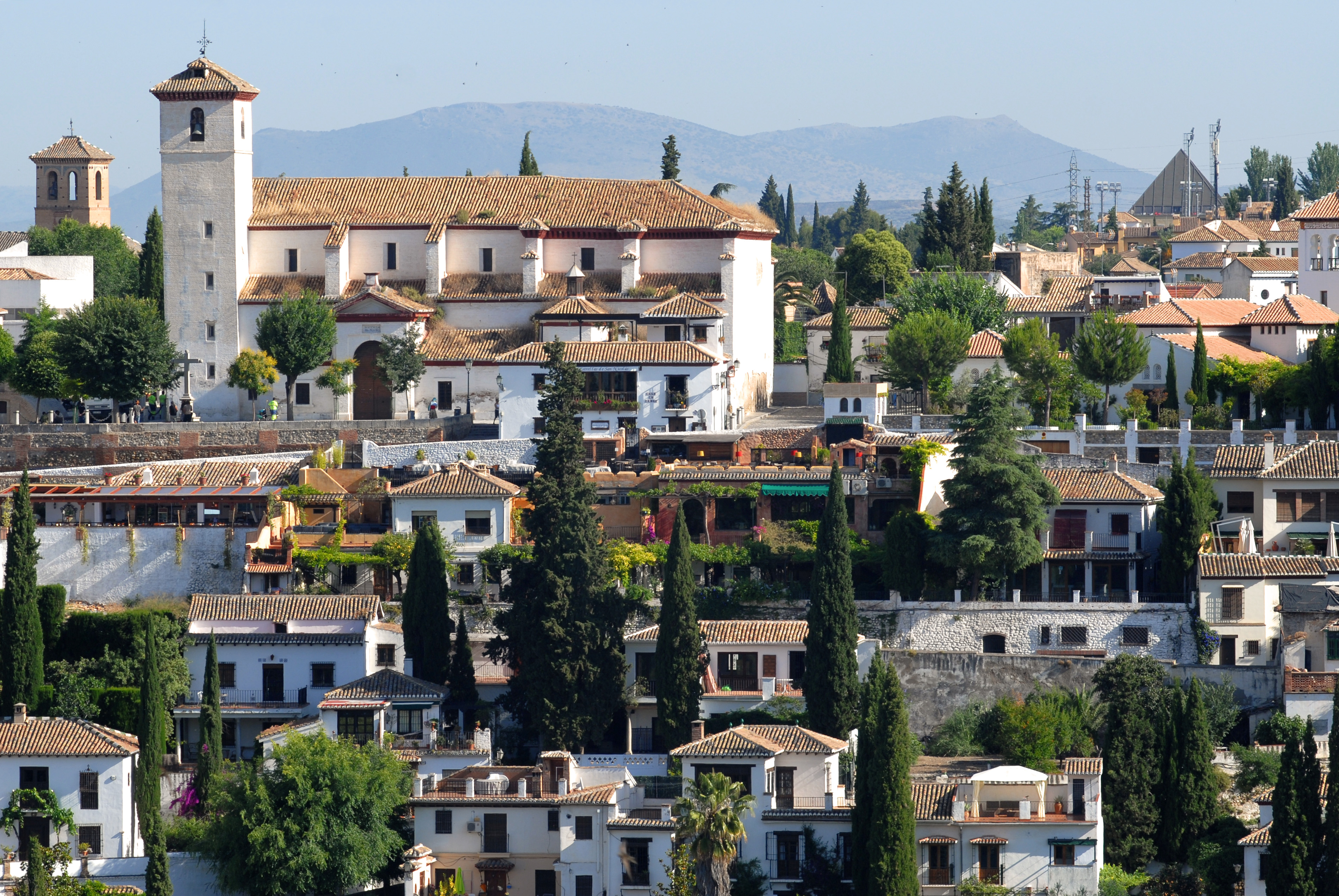
Vista del Albaicín con la Iglesia de San Nicolás.

Se comenzó a poblar en época íbera, y existió poblamiento disperso romano. No hay datos de asentamiento islámico anterior a la llegada de los bereberes ziríes, por lo que se supone que la ciudad se abandonó desde el final del imperio romano hasta la fundación del reino zirí (1013) que fue cuando se rodeó de murallas (Alcazaba Cadima). Según algunos lingüistas debe su nombre actual a los pobladores de la ciudad de Baeza que, desterrados de ella tras la batalla de las Navas de Tolosa, se asentaron en esta zona de Granada fuera de las murallas existentes. Otros lingüistas aseguran que el topónimo viene del árabe al-bayyāzīn (en su pronunciación granadina con imala, al-bayyīzīn), que significa el arrabal de los halconeros. Sin embargo, el hecho de que en Andalucía existan muchos otros barrios con ese nombre, en Sanlúcar de Barrameda (Cádiz), Alhama de Granada, Salobreña y Huéneja (Granada), Antequera y Villanueva de Algaidas (Málaga), Baena (Córdoba), Porcuna y Sabiote (Jaén), y Constantina (Sevilla), pone muy en duda esa tesis.[cita requerida]. También existen barrios con esta denominación en otras partes de España, como en Campo de Criptana (Ciudad Real), fruto de la expulsión de los moriscos tras la Rebelión de las Alpujarras o en Pastrana (Guadalajara), barrio este creado por Doña Ana de Éboli, para acoger a los moriscos del Reino de Granada.
Lo cierto es que albaicín indica siempre un barrio en altura y con un poblamiento peculiar desvinculado del resto de la ciudad.
El hecho de que en el siglo XXI este barrio no sea propiamente un arrabal no significa que en la Edad Media no fuera considerado como tal.
Constituye uno de los núcleos antiguos de la Granada musulmana, junto con la Alhambra, el Realejo y el Arrabal de Bib-Arrambla, en la parte llana de la ciudad.
Antes de la conquista musulmana de la península ibérica, en lo que hoy es la ciudad de Granada y sus alrededores existían tres pequeñas poblaciones:
- Iliberis (Elvira), en lo que después se llamó Albaicín y Alcazaba.
- Castilia, cerca del actual pueblo de Atarfe.
- Garnata, en la colina frente a la Alcazaba, que era más bien un barrio de Iliberis.

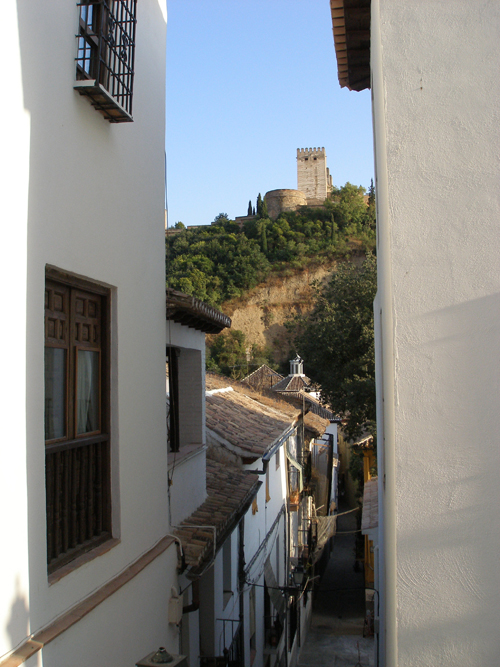
Calle típica del barrio del Albaicín.

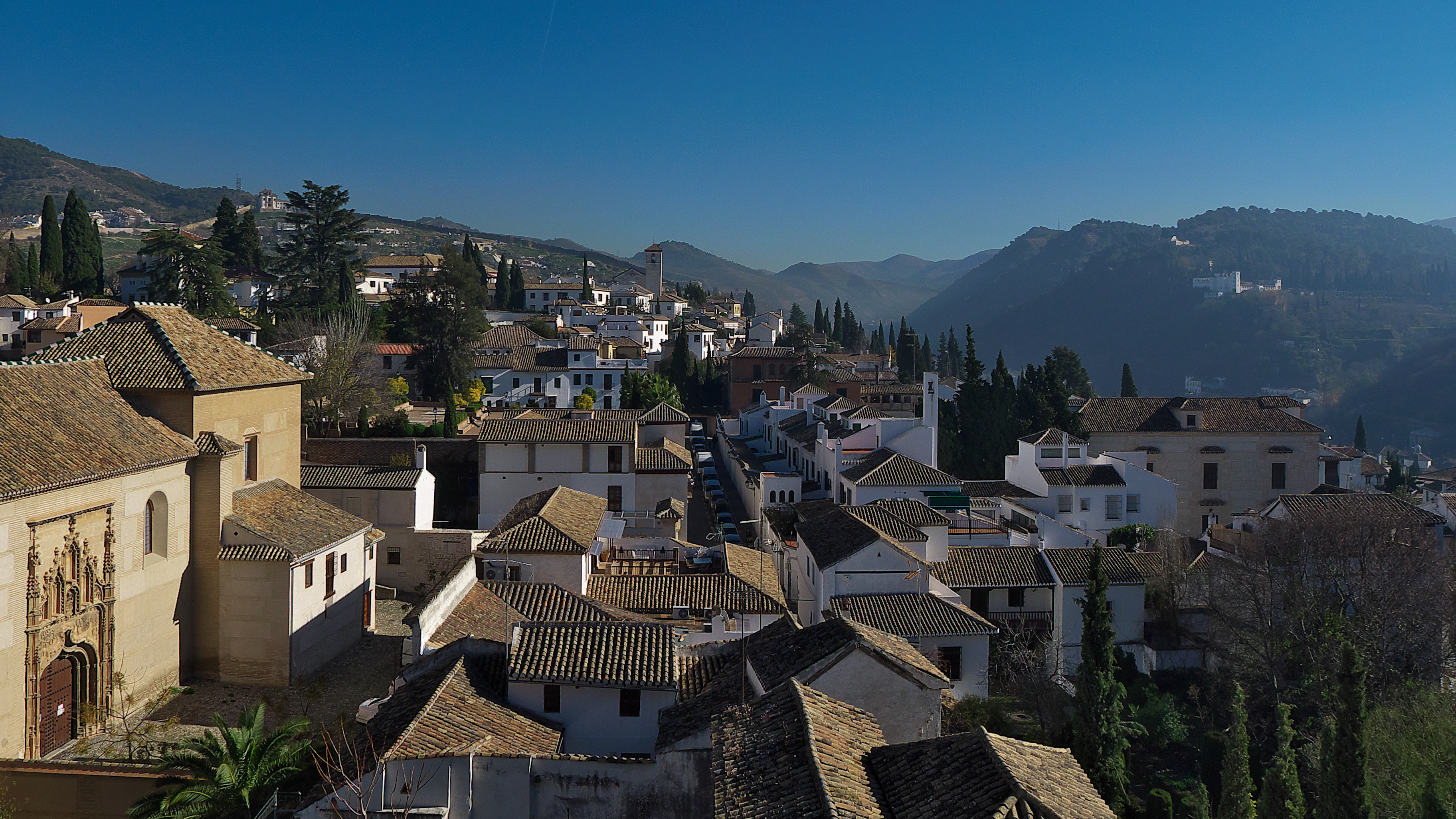
Paisaje del Albaicín

Sin embargo, tras estos enunciados clásicos, la investigación arqueológica actual, sitúa Madinat Ilbira en Atarfe hasta el siglo XI que se traslada la ciudad al Albaicín tras la caída del califato y la situación de inseguridad que genera. Los habitantes de Ilbira se someten como clientes a los sinhaya y a los ziríes y se decide el traslado de la capital de la Cora de Elvira a la colina del Albaicín. 
En el 756 ya están los árabes en la península. Es la época del Emirato Independiente. La población árabe se manifiesta en dos núcleos: el Albaicín y la Alhambra.
Este barrio tuvo su mayor influencia en la época de los nazaríes. El Albaicín mantiene la trama urbana del periodo nazarí, con calles estrechas, en una intrincada red que se extiende desde la parte más alta (San Nicolás) hasta el curso del río Darro y de la calle Elvira, que se encuentran en Plaza Nueva.
El tipo tradicional de vivienda es el carmen, compuesto por una vivienda exenta rodeada por un alto muro que la separa de la calle y que incluye un pequeño huerto o jardín.
Fue característico de dicho barrio la canalización y distribución del agua potable a través de aljibes; en total se han podido constatar unos 28; de los cuales, una gran mayoría se conservan pero no siguen en uso debido a que sus canalizaciones se han roto con el paso del tiempo.
En 1994, el Albaicín fue declarado Patrimonio de la Humanidad por la Unesco como ampliación del conjunto monumental de la Alhambra y el Generalife.

## Lugares de interés
En el Albaicín se encuentran numerosos monumentos y conjuntos monumentales de distintas épocas, fundamentalmente nazaritas y renacentistas:
- Muralla zirí (siglo XI), recorre los barrios Sacromonte y Albaicín.[3]
- Puerta Nueva o de las Pesas,[4]-[5] el pueblo granadino la denomina y conoce como arco de las pesas.
- Puerta de Fajalauza, en la Calle de San Gregorio Alto, parte de la muralla, comunicando con el primitivo barrio de los Alfareros, que daría nombre a la llamada loza de Fajalauza.[6]
- Torres de la Alhacaba, parte de la muralla.
- Puerta Monaita, en el Carril de la Lona, parte de la muralla.
- Puerta de Elvira, al principio de la Calle Elvira, parte de la muralla.
- Iglesia de El Salvador, en la Cuesta del Chapiz.
- Iglesia de San Miguel Bajo, en la placeta del mismo nombre, con armadura mudéjar y un aljibe del siglo XIII.
- Iglesia de San Gregorio, al principio de la Cuesta de San Gregorio.
- Iglesia de San Cristóbal y mirador con el mismo nombre, en Crta. de Murcia
- San Luis. Templo sin culto y en ruinas.
- Iglesia de San Juan de los Reyes, en la Calle San Juan de los Reyes, cuyo campanario es un alminar del siglo XIII.
- Palacio de Dar al-Horra, residencia de Aixa, esposa de Muley Hacén y madre de Boabdil.
- El Bañuelo.
- Alminar de Almorabitun (siglo XI), conservado como campanario de la Iglesia de San José.
- Aljibe de Trillo.
- Casa de los Mascarones, en la Calle Pagés, lo que queda de la casa del poeta Pedro Soto de Rojas (siglo XVII).
- Casa de Yanguas (siglo XVI), en la calle San Buenaventura, mezcolanza de arquitectura nazarí y renacentista. En la actualidad, hotel de turismo.
- Iglesia de Santa Ana, al principio de la Carrera del Darro.
- San Pedro y San Pablo, en la Carrera del Darro.
- Iglesia de San Miguel Alto, en el Carril de San Miguel.
- Casa de Porras, en la Placeta de Porras, casa mudéjar del siglo XVI, actual Centro Cultural Universitario de la Universidad de Granada.
- Casa del Almirante (de Aragón), en la Calle San José, siglo XVI.
- Casa de Castril (1539), en la Carrera del Darro, actual Museo Arqueológico de Granada.
- Casa de la Lona, en el Carril de la Lona, sobre el solar del antiguo palacio de los reyes ziries.
- Palacio de los Córdova (siglo XVI), en la Cuesta del Chapiz, actual Archivo Municipal.
- Casa de Zafra (siglo XIV), mansión hispano-musulmana que alberga actualmente el Centro de Interpretación del Albaicín.[7]
- Monumento/estatua homenaje al pintor G.O.W. Apperley RA RI (1884-1960), en la innominada placeta contigua a la Calle Gloria.